# Brice Samba
Brice Samba (Linzolo, República del Congo, 25 de abril de 1994) es un futbolista franco-congoleño que juega como portero en el Stade Rennes F. C. de la Ligue 1 francesa.

## Selección nacional
El 16 de marzo de 2023 fue convocado por primera vez con la selección de Francia para los partidos de clasificación para la Eurocopa 2024 contra Países Bajos e Irlanda. Hizo su debut el 16 de junio en un encuentro de la misma fase de clasificación ante Gibraltar.

### Participaciones en Eurocopas
| Copa          | Sede     | Resultado   | Partidos | Goles |
| ------------- | -------- | ----------- | -------- | ----- |
| Eurocopa 2024 | Alemania | Semifinales | 0        | 0     |

## Clubes
| Club                          | País       | Año       |
| ----------------------------- | ---------- | --------- |
| Le Havre A. C.                | Francia    | 2011-2013 |
| Olympique de Marsella         | Francia    | 2013-2017 |
| A. S. Nancy-Lorraine (cedido) | Francia    | 2015-2016 |
| S. M. Caen                    | Francia    | 2017-2019 |
| Nottingham Forest F. C.       | Inglaterra | 2019-2022 |
| R. C. Lens                    | Francia    | 2022-2025 |
| Stade Rennes F. C.            | Francia    | 2025-     |